# Lepidopilidium parvulum
Lepidopilidium parvulum là một loài rêu trong họ Pilotrichaceae. Loài này được Cardot mô tả khoa học đầu tiên năm 1915.